# Burgen auf Öland

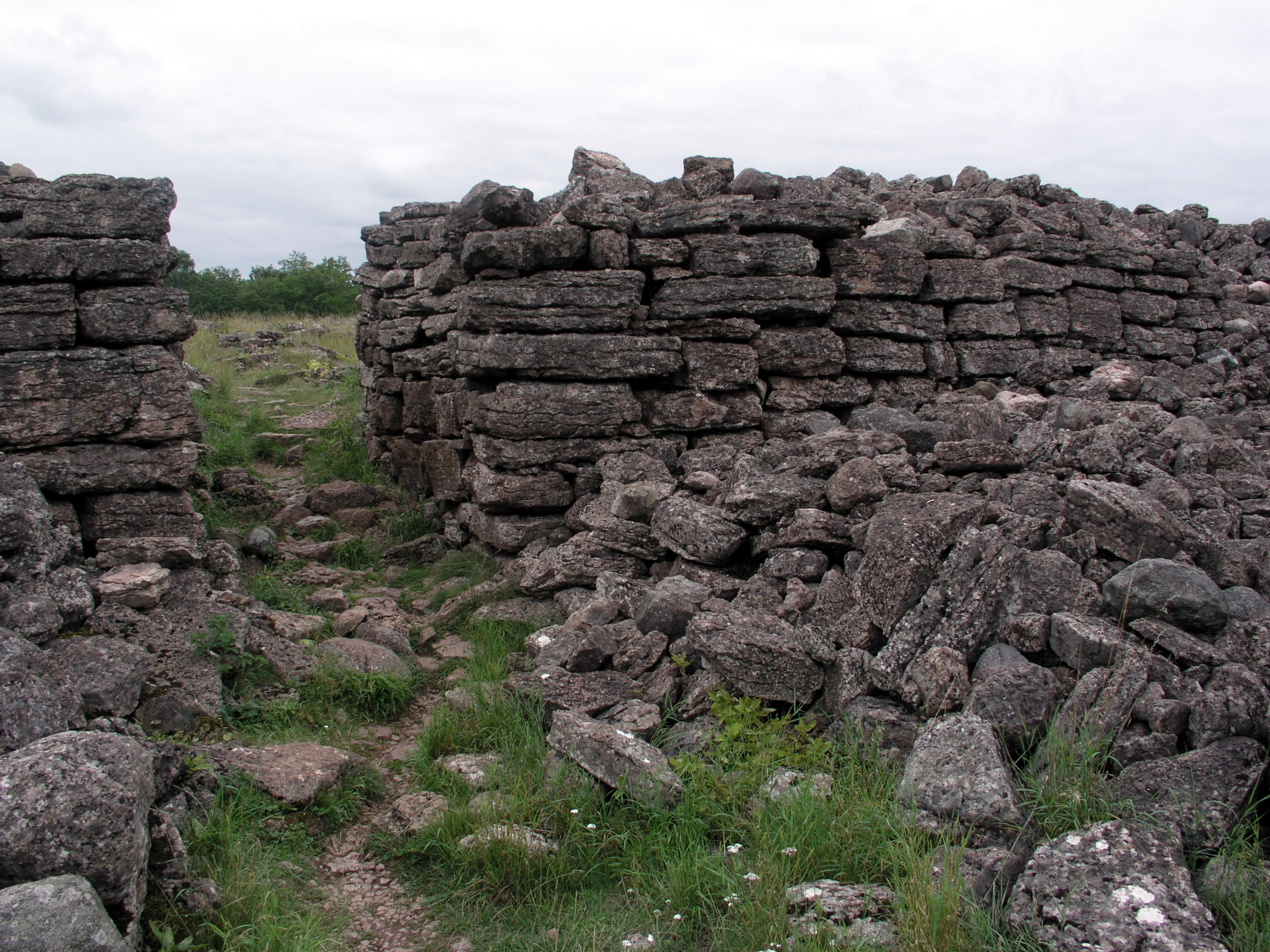
Zugang zu Ismantorps fornborg

Die eisenzeitlichen Burgen auf Öland  (schwedisch Ölands fornborgar, eigentlich früh- bzw. vorgeschichtliche Ringwallanlagen oder Wallburgen) sind etwa 20 zumeist runde oder ovale Einhegungen mit bis zu 210 m Durchmesser, aus Trockenmauerwerk, die wegen ihrer Grundrisse und anderer architektonischer Elemente bemerkenswert sind. Sie unterscheiden sich von anderen prähistorischen Anlagen in Skandinavien in der Bauweise. In der Form kommen ihnen die etwas jüngeren Wikingerburgen nahe. Es gibt 16 Anlagen, die mehr oder weniger gut erhalten bzw. restauriert worden sind. 
Auf Öland und Gotland gibt es so genannte Tieflandburgen, die sich von jenen auf dem Festland unterscheiden. Die bekanntesten vorzeitlichen Wallburgen sind: Burg von Bårby, Burg Eketorp, Gråborg, Hässleby borg, Burg Ismantorp, Sandby borg, Träby borg und Triberga. Nur wenige wurden bisher archäologisch untersucht.
Erste Berichte über die Burgen erfolgten bereits im 17. Jahrhundert durch die Erzbischöfe des Landes. Ab den 1930er Jahren wurden sie durch Sten Anjou (1895–1959), Arthur Nordén (1891–1965), Ivar Schnell (1904–1993) und Mårten Stenberger (1898–1973) untersucht. 
Alle 1200 in Schweden registrierten Burgen (schwedisch Fornborgar) sind ohne Mörtel als Bindemittel aus Kalkstein gebaut. Ihre Ringmauern waren bis zu sieben Meter hoch. In einigen ist innen, entlang der Ringmauer eine radiale Anordnung von ebenfalls aus Stein errichteten Zellen (bis zu 88 - Ismantorp) nachzuweisen. Die Anlagen haben bis zu neun Tore (Ismantorp), wodurch sie fortifikatorisch wertlos sind und andere Bedeutung gehabt haben müssen.
Es waren die Verfügbarkeit von Kalkstein und der Kontakt mit dem Römischen Reich, die die Bewohner Ölands in die Lage versetzen diese Anlagen, die neben der steinzeitlichen zur ältesten erhaltenen Monumentalarchitektur des Landes gehören, zu errichten.
Über die Funktion dieser Anlagen gibt es mehrere Theorien. Zwar lassen die Baulichkeiten eine Verteidigungsanlage vermuten, doch ist diese mit bis zu neun Toren schwer zu sichern. Daher werden die Fornborgar mit slawischen Burgen verglichen, die ähnlich den späteren mittelalterlichen Städten geschützte Wohnstätte und religiöses Zentrum waren. Auch die Funktion als Fluchtburg kommt bei einigen in Betracht, allerdings sollte es sich um einen einheitlichen Nutzungsgrund handeln.
Auf Gotland gibt es über 40 Fornborgar. Im Nordwesten Finnlands kommen ähnliche Strukturen vor, die Jätinkirkko (deutsch „Riesenkirchen“) genannt werden und aus der Steinzeit stammen. Die norwegische Variante heißt Tunanlegg.